# Anastacia
Pour les articles homonymes, voir Newkirk (homonymie).
Anastacia Lyn Newkirk, dite Anastacia, née le 17 septembre 1968 à Chicago (Illinois), est une chanteuse américaine de pop, soul et d'influence rock.

## Biographie

### 1968-1998: origines et débuts musicaux
Anastacia est née à Chicago au sein d’une famille d’artistes : son père (d'ascendance allemande) était chanteur et sa mère (d'ascendance irlandaise) actrice de comédies musicales à Broadway. Ils divorcent alors qu'elle n'a que 3 ans et Anastacia n'a plus jamais vu son père depuis et reste vivre avec sa mère qui s'installe à New York. Une fois adolescente, elle intègre la Professional Children’s School de Manhattan.
Parallèlement, Anastacia fréquente régulièrement les clubs locaux spécialisés dans la house music. Elle se fait remarquer grâce à ses talents de danseuse par quelques producteurs qui lui permettent de faire de la figuration dans des clips du groupe Salt-N-Pepa en 1988.
En 1993, elle déménage à Los Angeles. Elle y rencontre OG Pearce qui lui propose de remixer l'une de ses premières compositions, One More Chance.
Anastacia rencontre Lisa Braude — qui deviendra son manager — en 1997. Celle-ci l'encourage à rejoindre l'année suivante le télé-crochet The Cut (en) sur MTV,,. Elle est l'une des dix finalistes de l'émission, interprétant sa propre composition intitulée Not That Kind. Anastacia ne remporte pas le concours, mais elle impressionne certains artistes majeurs comme Elton John et Michael Jackson, ainsi que des juges de l'émission, notamment David Foster et Faith Evans. Ceci l’amène à signer en mars 1999 avec Daylight Records (en), un des labels d'Epic chez Sony Music.

### 1998-2001:Not That Kind

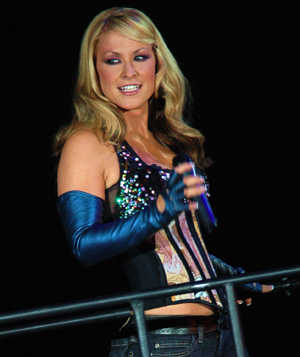
Anastacia en concert.

Elle sort son premier album, Not That Kind (en), le 13 juin 2000. Porté par le succès de I'm Outta Love sorti en 1999, Not That Kind est un succès commercial en atteignant le top 10 de la majorité des classements européens, asiatiques et d'Océanie,,,,,. En mai 2002, le total des ventes mondiales de l'album dépasse les sept millions. Ce succès ne touche pas les États-Unis où il se 
classe 168e au Billboard 200. Il est certifié triple platine en Australie, aux Pays-Bas, en Nouvelle-Zélande, en Suisse, au Royaume-Uni et l'album est certifié quadruple platine en Europe,,,.
À cette époque, la chanteuse déclare être moins âgée qu'elle ne l'est réellement. Elle déclarera par la suite que son label — Sony — lui avait dit de mentir sur son âge pour paraître plus jeune. Elle blâme dorénavant cette technique d'avoir été menée à mentir à ses fans. Elle déclare : « Quand j'ai commencé avec Sony, ils ont suggéré innocemment : « Vous savez, vous avez 30 ans, ce n'est pas un problème, mais nous aimerions rendre votre âge un peu plus jeune, et vous avez l'air beaucoup plus jeune, la plupart les gens mentent sur leur âge dans ce métier. » Cela semblait très innocent de la façon dont ils me le disaient, mais au fil des ans, c'est quelque chose qui m'a vraiment dérangée. Pouvoir changer de maison de disques m'a donné l'occasion de mettre les choses au clair. Maintenant, je peux dire que j'ai quarante ans et je suis fière d'avoir quarante ans. ».

### 2001-2002:Freak of Nature
Son deuxième album Freak of nature sort en 2001, il atteint de meilleurs scores que le précédent, cependant il n'enregistre que 3 disques platines, c'est-à-dire un de moins que pour son précédent album. Le premier single extrait, Paid My Dues, est un tube en Europe.
En 2002, Anastacia se joint à Cher, Céline Dion, Shakira, Mary J. Blige, Mariah Carey et Aretha Franklin pour le concert Divas Live sur la chaîne VH1. Cette même année, elle est invitée sur la BO du film Chicago où elle interprète Love Is a Crime. Elle est également choisie pour interpréter la chanson de la Coupe du monde de football : Boom. Trois autres singles seront extraits de Freak of Nature : One Day in Your Life, Why’d You Lie to Me et You’ll Never Be Alone.

### 2003-2006: premier cancer,AnastaciaetPieces of a Dream
En janvier 2003, Anastacia — déjà atteinte par la maladie de Crohn, une maladie inflammatoire chronique de l'intestin (MICI) — découvre qu’elle souffre d’un cancer du sein. Son traitement est un succès et elle fonde alors le Breast Cancer Research Fund pour la prévention des risques de cancer du sein chez les jeunes femmes.
Anastacia entre en studio en septembre 2003 pour enregistrer son nouvel album sobrement intitulé Anastacia. Elle travaille cette fois-ci avec Glen Ballard, Dallas Austin et Dave Stewart. L’album sort en 2004 précédé de Left Outside Alone, qui amorce un changement dans l’univers musical de la jeune chanteuse puisque ce titre est beaucoup plus orienté vers le rock. L’album est no 1 en Grande-Bretagne, aux Pays-Bas, en Australie, en Grèce, en Allemagne et en Italie. Left Outside Alone se classe no 1 en Australie, en Italie, en Autriche et en Suisse, il fait même partie des cinq titres les plus diffusés en radio dans le monde en avril 2004. Paradoxalement, l’album ne sort pas aux États-Unis. Trois autres singles à succès sont extraits de l’album : Sick and Tired, Welcome to My Truth et Heavy on My Heart.
En 2005, elle enregistre Everything Burns en duo avec Ben Moody, du groupe Evanescence, pour la BO du film Les Quatre Fantastiques.
En novembre de la même année, Anastacia sort son premier best of, Pieces of a Dream. Celui-ci contient tous ses singles, ainsi que trois nouveaux titres : Pieces of a Dream, I Belong to You (Il ritmo delle passione), en duo avec Eros Ramazzotti, et In Your Eyes. L’album sort également dans une édition limitée avec un second CD comportant des remixes.

### 2006:Live at Lastet lancement dans la mode
Le 27 mars 2006, Anastacia sort son premier DVD live : Live at last, témoignage de ses trois tournées européennes consécutives de 2004 à 2005.
Anastacia s'est lancée dans la mode, en août 2006 avec sa propre collection de vêtements en collaboration avec une marque allemande s.Oliver (en).
Les lancements ont eu lieu successivement en Allemagne les 17 (Hambourg & Cologne) et 18 (Munich & Vienne) août 2006.
Le 29 mars 2007, la collection printemps/été d'Anastacia by s.Oliver a été « révélée » au public par un défilé de mode à Berlin.

### 2008-2009:Heavy Rotationet nouvelle tournée
Son quatrième album s'intitule Heavy Rotation. La promotion est minime : peu de diffusion des titres en radio et des clips à la télévision.
Après la sortie de cet album, Anastacia reprend la route en juin 2009 pour une tournée européenne qui passe par la Belgique, l'Allemagne, le Danemark et le Royaume-Uni.

### 2012:Night of the Proms Europe tour
À partir du mois de septembre jusqu'en décembre 2012, Anastacia part en tournée avec Night of the Proms. Elle passe par la Belgique, la Suède, le Luxembourg, l'Allemagne et la Hollande. Elle partage la scène avec des artistes tels que Art Garfunkel, Mick Hucknall de Simply Red, Naturally 7 et John Miles.

### 2012-2013:It’s A Man's World, tournée européenne et nouveau cancer
Le 7 juillet 2012 via une annonce sur son compte Twitter relayé par sa page Facebook, Anastacia évoque la préparation d'un nouvel album et d'un nouveau single.

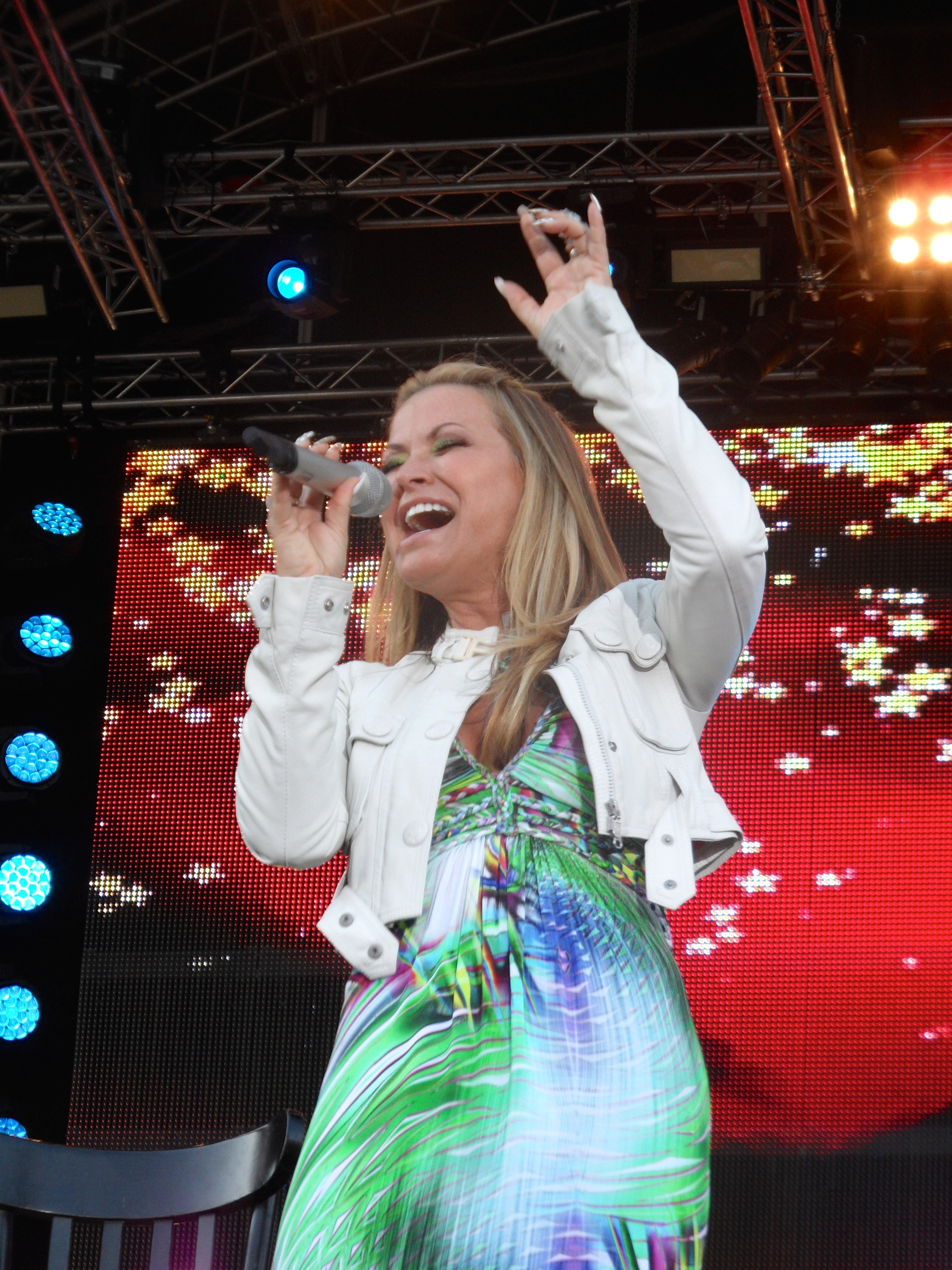
Anastacia (2014)

En novembre, elle revient avec une compilation de reprises rock de chansons interprétées par des hommes, telles que Best Of You des Foo Fighters et Dream On d'Aerosmith. Alors qu'elle s'apprête à lancer sa tournée européenne en avril, elle annonce le 28 février 2013 la récidive de son cancer du sein, qui l'oblige à annuler cette série de concerts. Elle continue néanmoins l'écriture de chansons pour un nouvel album, le temps de se remettre de sa maladie.
Le 20 juillet 2013, elle annonce publiquement via son compte Twitter qu'elle est guérie de son second cancer du sein et qu'elle reprend le chemin des studios pour continuer à écrire et y enregistrer son nouvel album. Le 1er octobre 2013, Anastacia informe les médias qu'elle a subi une double mastectomie.

### 2014:Resurrection
Début 2014, Anastacia annonce sur Twitter qu'elle est en train de travailler avec les producteurs John Fields et Steve Diamonds. Elle publie le single Stupid Little Things en mars 2014, titre qui fait office de prélude à son sixième album, Resurrection, qui sort le 12 mai 2014 . Même si ce nouvel album original ne rencontre pas le succès escompté, s'ensuit une tournée européenne, le Resurrection Tour. Pour cette tournée, les fans de la chanteuse américaine répondent présents. Malheureusement, Anastacia est obligée d'annuler quelques concerts au milieu de la tournée pour raisons de santé. Une fois la tournée reprogrammée, elle reprend les concerts jusqu'en août 2015.

### 2015-2016: mode et nouveaux projets
En 2015, la chanteuse s'adonne une nouvelle fois à la mode en prêtant son style à la marque de bijoux TAT2. Une collection lui est dédiée, Anastacia by TAT2. Par la suite, Anastacia annonce qu'elle va lancer, courant 2016, une collection de lunettes de soleil, en référence à cet accessoire qui lui est indissociable, en partenariat avec la marque de haute couture italienne Blumarine.
Pour son retour chez Sony Music, Anastacia sort un nouveau best of composé de ses plus grands succès ainsi que deux nouveaux hits, Take This Chance et une reprise de Army of Me de Christina Aguilera. Une tournée intitulée The Ultimate Collection Tour débute après la sortie de l'album, Anastacia est de retour dans les salles et théâtres européens à peine un an après la fin de sa précédente tournée. Des changements apparaissent pour cette nouvelle tournée best- of, la mise en scène est plus élaborée que durant le Resurrection Tour, avec des danseuses/choristes qui enchaînent les chorégraphies, des effets lumineux qui suivent les mélodies et une panoplie de tenues représentant chacune des facettes de la chanteuse.

### 2016-2020
En octobre 2016, Anastacia annonce qu'un nouvel album doit sortir à la fin de l’année. La chanteuse utilise le site Internet PledgeMusic pour la sortie de cet album, qu'elle rend immédiatement disponible en précommande pour ses fans. Ce nouvel album est une compilation qui regroupe des titres d'Anastacia enregistrés en live durant sa tournée The Ultimate Collection Tour. La chanteuse va, d'ailleurs, reprendre la route à l'occasion de la prolongation de sa dernière tournée.
À la suite de son apparition dans l'équivalent de Danse avec les Stars au Royaume-Uni, durant la saison précédente, Anastacia devient candidate lors de la quatorzième saison de l'émission, à l'automne 2016. Sur le parquet, elle a formé un binôme avec le danseur Brendan Cole. Elle est éliminée lors de la sixième semaine, le 30 octobre 2016.
La chanteuse a annoncé qu'elle reverserait la totalité des gains engendrés à la fondation Cancer Research UK qui contribue à la recherche pour lutter contre le cancer.
Le 15 septembre 2017, Anastacia sort son 7e album, Evolution, un mélange de son pop-rock et de soul, qui marque un retour à ce dernier genre avec des sonorités plus modernes. L'album est produit par Anders Bagge et Louis Biancaniello pour Polydor Allemagne. Le premier titre Caught in the Middle bénéficie d'un très beau clip, mais l'album se vend mal et passe un peu aux oubliettes[style à revoir]. Un deuxième single est extrait à la va-vite, Nobody Loves Me Better et une tournée européenne démarre en avril 2018, The Evolution Tour, avec la même équipe que « The Ultimate Collection Tour », et se poursuit jusqu'en décembre 2018.
En 2017, pour célébrer les 40 ans de sa chanson Ti Amo, Umberto Tozzi réalise une version italo-anglaise et un clip vidéo avec Anastacia,.
En mars 2018, elle est invitée à danser lors de la troisième semaine de la 13e saison de Ballando con le stelle, la version italienne du programme.

### Depuis 2021: début au cinéma
En 2021, elle interprète le titre American Night pour le film du même nom, dans lequel elle tient également un rôle.
Anastacia remporte en octobre 2021 la troisième saison de The Masked Singer en Australie, cette victoire en fait la première Américaine à gagner dans cette émission. Elle participe également en 2023 à la version française de l'émission en tant que star internationale, dans un costume de Kangourou.
En avril 2023, Anastacia sort en single Best Days, qui est une adaptation du titre allemand Tage wie diese du groupe de punk-rock Die Toten Hosen. L'album intitulé Our Songs sort en septembre 2023.

## Discographie

### Albums studio
- 2000 : Not That Kind
- 2001 : Freak of Nature
- 2004 : Anastacia
- 2008 : Heavy Rotation
- 2012 : It's a Man's World
- 2014 : Resurrection
- 2017 : Evolution
- 2023 : Our Songs

### Album live
- 2016 : A4app
- 2017 : Live At The Eventim Apollo Hammersmith 2017
- 2017 : Live At The O2 Apollo Manchester 2017

### Compilations
- 2005 : Pieces of a Dream
- 2015 : Ultimate Collection

### Singles
- 1993 : One More Chance
- 1993 : Forever Luv (duo avec David Morales)
- 1998 : Mi Negra, Tu Bombón (duo avec Omar Sosa)
- 1999 : Tienes Un Solo (duo avec Omar Sosa)
- 1999 : I'm Outta Love
- 2000 : Not That Kind
- 2000 : Saturday Night's Alright for Fighting (duo avec Elton John)
- 2001 : Let It Be (duo avec Paul McCartney et d'autres artistes)
- 2001 : I Ask of You (duo avec Luciano Pavarotti)
- 2001 : What More Can I Give (duo avec Michael Jackson et d'autres artistes)
- 2001 : Love Is Alive (duo avec Vonda Shepard)
- 2001 : 911 (duo avec Wyclef Jean)
- 2001 : I Thought I Told You That (duo avec Faith Evans)
- 2001 : Cowboys And Kisses
- 2001 : Made For Lovin' You
- 2001 : Paid My Dues
- 2002 : One Day in Your Life
- 2002 : Boom
- 2002 : Why'd You Lie To Me
- 2002 : You'll Never Be Alone
- 2002 : You Shook Me All Night Long (duo avec Céline Dion)
- 2002 : Bad Girls (duo avec Jamiroquai)
- 2003 : We Are the Champions, We Will Rock You, Amandla (duo avec Queen, Beyoncé, Bono, Cast et David A. Stewart)
- 2003 : Love Is A Crime
- 2004 : Left Outside Alone
- 2004 : Sick And Tired
- 2004 : Welcome To My Truth
- 2004 : Heavy On My Heart
- 2005 : Everything Burns (duo avec Ben Moody)
- 2005 : Pieces Of A Dream
- 2006 : I Belong To You (duo avec Eros Ramazzotti)
- 2008 : I Can Feel You
- 2008 : Absolutely Positively
- 2009 : Defeated
- 2009 : Stalemate (duo avec Ben's Brothers)
- 2010 : Safety (duo avec Dima Bilan)
- 2010 : Burning Star (duo avec Natalia Druyts)
- 2011 : What Can We Do (A Deeper Love) (duo avec Tiësto)
- 2012 : If I Was Your Boyfriend (duo avec Tony Moran)
- 2012 : Dream On
- 2012 : Best of You
- 2014 : Stupid Little Things
- 2014 : Staring at the Sun
- 2014 : Lifeline
- 2015 : Take This Chance
- 2016 : Who's Lovin' You (feat. Auryn)
- 2017 : Ti Amo (feat. Umberto Tozzi)
- 2017 : Caught In The Middle
- 2020 : Stronger (What Doesn't Kill You)"
- 2023 : Best days
- 2023 : Supergirl